# Tanorus papuanus
Tanorus papuanus är en nattsländeart som först beskrevs av Douglas E. Kimmins 1962.  Tanorus papuanus ingår i släktet Tanorus och familjen Hydrobiosidae. Inga underarter finns listade i Catalogue of Life.